# Bagval nyelv
A bagval nyelv (bagvalul: багвалал мисӀсӀ, [bagwalal mis’ː]) egy északkelet kaukázusi nyelv, melyet főleg Oroszországban, Dagesztánban beszél 2.297 ember. A nyelv az északkelet-kaukázusi nyelvcsaládnak az andi, azon belül ahvah-tindi csoportjába tartozik.

## Földrajzi elhelyezkedés
A bagval nyelvet Dagesztán déli részének az északnyugati részén beszélik, főképpen hat faluban az Andi Kojszu folyónak a jobb oldali partán. A hat faluból kettő az Ahvahszki járásban található, négy pedig a Cumanda járásban. E hat falu neve: Kvanada, Tlondoda, Hustada (Hushtada), Gemerszo (Gemerso), Tlisszi (Tlissi), és Tlibiso (Tlibisho).

## Nyelvjárások
A bagval nyelvnek három nyelvjárása van, falvak után elnevezve. 
- Bagval
  - Kvanada Gimerszo (Kvanada-Gimerso)
  - Tliszi-Tlibiso (Tlisi-Tlibisho)
  - Tlondada-Hustada (Tlondada-Xushtada)

## Hangtan

### Mássalhangzók
|                        |               |               | Labiális | Dentális    | Dentális | Laterális   | Laterális | Szibilánsok | Szibilánsok | Posztalveoláris | Posztalveoláris | Palatális | Veláris     | Veláris | Uvuláris    | Uvuláris | Faringális | Laringális | Laringális |
| ---------------------- | ------------- | ------------- | -------- | ----------- | -------- | ----------- | --------- | ----------- | ----------- | --------------- | --------------- | --------- | ----------- | ------- | ----------- | -------- | ---------- | ---------- | ---------- |
| alap                   | Labializált   | alap          | Labiális | Labializált | alap     | Labializált | alap      | Labializált | alap        | Labializált     | alap            | Palatális | Labializált | alap    | Labializált |          | Faringális |            |            |
| Plozivák és affrikáták | Zöngés        | Zöngés        | b        | d           | dʷ       |             |           |             |             | d͡ʒ              |                 |           | g           | gʷ      |             |          |            |            |            |
| Plozivák és affrikáták | Zöngétlen     | Zöngétlen     | p        | t           | tʷ       |             |           | t͡s          | t͡sʷ         | t͡ʃ              | t͡ʃʷ             |           | k           | kʷ      | q           | qʷ       |            |            |            |
| Plozivák és affrikáták | Ejektív       | Ejektív       |          | tʼ          | tʷʼ      | tɬʼ         | tɬʷʼ      | t͡sʼ         | t͡sʷʼ        | t͡ʃʼ             | t͡ʃʷʼ            |           | kʼ          | kʷʼ     | qʼ          | qʷʼ      |            | ʔ          |            |
| Frikatívok             | Zöngés        | Zöngés        |          |             |          |             |           | z           | zʷ          | ʒ               | ʒʷ              |           |             |         | ʁ           | ʁʷ       | ʕ          |            |            |
| Frikatívok             | Zöngétlen     | Zöngétlen     |          |             |          | ɬ           |           | s           | sʷ          | ʃ               | ʃʷ              |           | x           |         | χ           | χʷ       | ħ          | h          | hʷ         |
| Frikatívok             |               | fortis        |          |             |          | ɬ̄           |           | s̄           | s̄ʷ          | ʃ̄               |                 |           |             |         | χ̄           | χ̄ʷ       |            |            |            |
| Frikatívok             | ejektív       | ejektív       |          |             |          |             |           | sʼ          | sʷʼ         | ʃʼ              | ʃ̄ʷʼ             |           |             |         |             |          |            |            |            |
| Nazálisok              | Nazálisok     | Nazálisok     | m        | n           |          |             |           |             |             |                 |                 |           |             |         |             |          |            |            |            |
| Approximánsok          | Approximánsok | Approximánsok |          | r           | rʷ       | l           | lʷ        |             |             |                 |                 |           |             |         |             |          |            |            |            |
| Félhangzók             | Félhangzók    | Félhangzók    | w        |             |          |             |           |             |             |                 |                 | j         |             |         |             |          |            |            |            |

## Példa szavak
| magyar    | bagval  |
| --------- | ------- |
| én        | де      |
| te        | ме      |
| egy       | цеб     |
| kettő     | чӏеда   |
| három     | гьабда  |
| négy      | буъуда  |
| öt        | иᵸштуда |
| víz       | лълъеᵸ  |
| fa        | роша    |
| kutya     | гьвай   |
| nap (24h) | зеб     |
| éj        | релгьа  |
| hús       | рикъ    |
| ember     | адам    |